# Ноулз, Дарвард
Сэр Дарвард Рэндольф Ноулз (англ. Durward Randolph Knowles, 2 ноября 1917, Нассау, Багамские Острова — 24 февраля 2018, там же) — багамский и британский яхтсмен (шкипер), олимпийский чемпион 1964 года (первый в истории Багам олимпийский чемпион), чемпион мира 1947 года в классе «Звёздный». Участник восьми Олимпийских игр. Спортивное прозвище — «Морской волк» (англ. The Sea Wolf). Офицер ордена Британской империи.

## Спортивная биография
В 1948 году дебютировал на Олимпийских играх в Лондоне в возрасте 30 лет, выступая за Великобританию в классе «Звёздный» в экипаже со Слоаном Фаррингтоном (4-е место). При этом в первых пяти гонках на Играх британский экипаж, который в 1947 году выиграл золото на чемпионате мира, трижды занимал второе место и реально претендовал на награды, но неудачи в двух последних гонках оставили Ноулза и Фаррингтона за чертой призёров. В 1952 году была создана Олимпийская ассоциация Багамских Островов (независимым государством Багамы стали лишь в 1973 году), и на Играх 1952 года Ноулз и Фаррингтон представляли уже Багамы (пятое место). В 1956 году им удалось завоевать олимпийскую бронзу в классе Звёздный (первая в истории олимпийская награда для спортсменов Багамских Островов во всех видах спорта), а в 1960 году они стали шестыми. В 1959 году Ноулз и Фаррингтон выиграли золото Панамериканских игр в классе «Звёздный».
В октябре 1964 года Ноулз вместе со своим земляком Сесилом Куком выиграл золото на Играх в Токио. В соревнованиях у побережья Эносимы в Сагамском заливе багамский экипаж на яхте Gem выиграл 3 из 7 гонок в классе «Звёздный» и опередил американских и шведских яхтсменов, занявших второе и третье место. Это золото стало первым в истории Багамских Островов на Олимпийских играх во всех видах спорта. Следующий раз багамские спортсмены сумели выиграть олимпийское золото лишь в 2000 году в женской легкоатлетической эстафете 4×100 м. При этом Ноулз и Кук до 2012  года были  единственными мужчинами, которые выигрывали олимпийское золото, выступая за Багамы (на Играх в Лондоне золото завоевали багамские легкоатлеты в эстафете 4×400 м).
В 1968 году на Олимпийских играх Дарвард выступал вместе со своим сводным братом Перси, они стали пятыми, хотя после пяти гонок из семи реально претендовали на награды. В 1972 году в Киле (в рамках летних Игр в Мюнхене) 54-летний Дарвард Ноулз вместе с Монтагом Хиггсом занял только 13-е место среди 18 экипажей. В 1974 году в возрасте 56 лет стал бронзовым призёром чемпионата мира в классе «Звёздный» вместе с Джеральдом Фордом. Ноулз пропустил Олимпийские игры 1976, 1980 и 1984 года. В 1988 году в Сеуле 70-летний Ноулз достаточно неожиданно вернулся на Игры. Он нёс флаг Багам на церемонии открытия. В экипаже с 33-летним Стивеном Келли Ноулз стал 19-м среди 21-й команды. Для Ноулза эти Игры стали восьмыми в карьере, и он повторил рекорд по количеству участий в Олимпиадах, установленный в 1976 году итальянскими конниками братьями Д’Инцео (на этих же Играх восьмой раз за карьеру выступал также знаменитый датский яхтсмен Пауль Эльвстрём). Рекорд в 1996 году был побит австрийским яхтсменом Хубертом Раудашлем.
В 1996 году Дарвард стал рыцарем, в 1997 году был награждён багамским орденом Заслуг. В 2014 году в честь Дарварда Ноулза был назван сторожевой корабль военно-морских сил Багамских Островов. В мае 2016 года после смерти на 103-м году жизни бывшего венгерского ватерполиста Шандора Тарича Ноулз стал старейшим ныне живущим олимпийским чемпионом.
Скончался 24 февраля 2018 года в возрасте 100 лет и 3 месяцев.

## Семья
Сводный брат Дарварда Перси (род. 1930) также был яхтсменом и выступал на четырёх Олимпийских играх (1960, 1964, 1968, 1972), в 1968 году они выступали в классе «Звёздный» вместе (пятое место). Сыновья Перси Брюс и Энди выступали в плавании на Олимпийских играх 1976 года, а сын Энди и внучатый племянник Дарварда Джереми Ноулз выступал за Багамы в плавании на Олимпийских играх 2000, 2004 и 2008 года, был призёром Универсиады 2003 года.